# Rayonnement thermique
«  Émission thermique » redirige ici. Ne pas confondre avec Émittance thermique.
Le rayonnement thermique est un rayonnement électromagnétique généré par l'agitation thermique de particules dans la matière quel que soit l'état de celle-ci : solide, liquide ou gaz. Le spectre de ce rayonnement s'étend du domaine micro-ondes à l'ultra-violet. L'expression est également utilisée pour des phénomènes beaucoup plus énergétiques tels que rencontrés dans les plasmas, qui sont la source de rayonnement X.
Ce phénomène conduit au rayonnement du corps noir lorsque l'interaction matière - rayonnement est réversible et importante. Ce résultat est indépendant de la nature de la source, qu'elle soit surfacique ou volumique. Dans ce cas, la luminance est isotrope et décrite par la loi de Planck. La loi du déplacement de Wien détermine la longueur d'onde de la valeur maximale du spectre émis. La loi de Stefan-Boltzmann donne l'exitance (densité de flux énergétique) émise par une surface limitant un corps noir opaque.
Le rayonnement thermique est un des mécanismes principaux de transfert de chaleur avec la conduction thermique et la convection.

## Définition
Il n'existe pas de définition normalisée pour le rayonnement thermique. Outre le fait que ce terme fait naturellement référence à une émission de photons dont l'intensité varie avec la température, on lui associe généralement la possibilité d'obtenir un rayonnement de type corps noir. Ceci contraint fortement la définition, dans la mesure où l'équilibre thermodynamique d'un gaz de photons ne peut être obtenu que par la multiplication de phénomènes réversibles absorption / émission. Ceci exclut donc du domaine la thermoluminescence, la chimiluminescence, la triboluminescence, l'émission induite, l'effet Compton, etc.

## Paramètres du phénomène
Les photons émis, constituant le rayonnement thermique, ont une nature duale : ils peuvent être considérés comme des ondes électromagnétiques obéissant aux équations de Maxwell ou des paquets de photons décrits par la physique statistique (transfert radiatif). On utilise l'approche particulaire dans les gaz où les interactions avec la matière sont ponctuels et eux-mêmes décrits par la physique quantique, et l'électromagnétisme dans les solides où les interactions sont globales.
L'équilibre thermodynamique, lorsqu'il est atteint, ne dépend que d'un seul paramètre : la température thermodynamique. Cet état n'est pas présent en général dans les gaz à haute température mais on peut le plus souvent associer une température à chaque degrés de liberté pour les molécules, atomes ou ions : translation, niveaux d'énergie électronique, rotation et vibration (s'il y a lieu).
Ce problème ne se présente pas pour un solide, qui n'existe qu'à basse température. L'émission et l'absorption par une surface font intervenir les notions d'émissivité et d'absorptivité. La loi du rayonnement de Kirchhoff est une loi de réciprocité qui montre que ces deux valeurs sont égales pour une longueur d'onde et un angle par rapport à la surface donnée.
D'une façon générale, la quantité d'énergie globale émise par un milieu croît avec la température, mais ceci n'est pas vrai pour une région donnée du spectre électromagnétique à cause de l'apparition ou de la disparition des phénomènes relatifs à cette partie : les espèces chimiques présentes dans un gaz, par exemple.
L'émission thermique de photons résultant du chauffage d'un objet métallique est prise en exemple de rayonnement incohérent, isotrope, à large spectre et temps de réponse long, mais aux échelles sub-longueur d'onde, dans le domaine de la nanophotonique, une telle source peut être directionnelle, monochromatique, rapidement efficaces (ce qui pourrait conduire à la production de nouvelles sources d'infrarouges).

## Les divers milieux

### Les gaz neutres

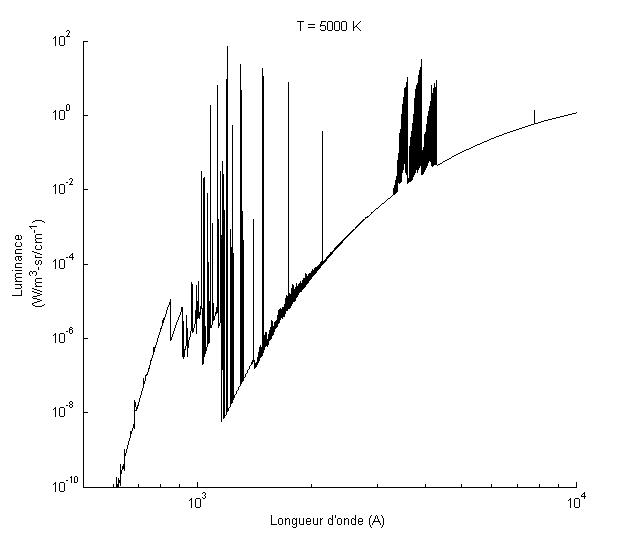
Spectre d'émission de l'air (de l'UV à l'IR) comportant raies et rayonnement continu.

L'émission spontanée et l'absorption de photon dans les gaz correspondent à des transitions quantifiées de l'énergie interne électronique et des divers degrés de liberté des molécules en rotation ou vibration,.
La gamme de longueurs d'onde pour ce phénomène s'étend du domaine micro-ondes (bandes de rotation - vibration) jusqu'à l'ultraviolet lointain (bandes liées aux transitions électroniques). Le nombre de raies se compte en centaines de milliers pour une seule espèce gazeuse. Les données sont réunies dans des bases de données comme HITRAN.

### Gaz ionisés, plasmas non magnétisés
La présence d'ions atomiques ou moléculaires et d'électrons libres dans le milieu supposé dépourvu de champ magnétique[réf. incomplète] autorise, outre les phénomènes ci-dessus, la création d'un spectre continu par des interactions de deux types faisant intervenir l'électron, :
- transition lié-libre (électron lié à un noyau → électron libre) / libre-lié : photo-ionisation / recombinaison radiative, photo-détachement / photo-attachement ;
- transition libre-libre ou bremẞtralung / bremẞtralung inverse par échange d'énergie de translation entre un ion et un électron (l'échange d'énergie électron-électron étant impossible, le système e−- e− ayant un moment dipolaire nul).

Il s'agit de phénomènes à seuil d'énergie (et donc de longueur d'onde) : énergie d'ionisation pour la photo-ionisation, affinité électronique pour le photo-attachement et fréquence plasma pour le bremẞtralung.

### Solides
De manière générale, l'agitation thermique des charges présentes dans un solide (électrons, ions, atomes d’un solide portant une charge partielle) provoque une accélération des particules chargées qui génère un rayonnement électromagnétique ayant le spectre du corps noir, représentatif du rayonnement thermique,,.

#### Solides cristallins
Les solides cristallins possèdent une structure périodique formée,, d'une part, de noyaux atomiques et des électrons de valence appartenant à la bande de valence ; d'autre part, d'électrons libres de se déplacer dans le matériau, constituant la bande de conduction.
Dans un diélectrique, ces deux bandes sont séparées par une bande interdite et la bande de conduction est peu peuplée, ce qui explique leur état d'isolant électrique.
L'agitation thermique des atomes entraîne la création de phonons qui interagissent avec les électrons de la bande de conduction lorsque celle-ci est peuplée, par exemple dans les métaux, ou des matériaux comme le carbone. L'agitation de ces électrons provoque l'émission d'ondes électromagnétiques. L'absorption s'effectue par le phénomène inverse. Ce phénomène peut être décrit par le modèle de Drude qui considère le milieu décrit par un gaz d'électrons,. Cette approche permet de montrer que les métaux sont réfléchissants dans le domaine visible et transparents dans l'UV, la limite étant donnée par la fréquence plasma.
L'absence d'électrons mobiles dans les isolants autorise la propagation d'une onde électromagnétique incidente : le matériau est transparent. L'absorption, très faible, peut être due au moment dipolaire induit, ou, plus généralement, à un défaut du cristal. Inversement le matériau émet très peu.
L'équilibre thermodynamique ne pourra être obtenu que pour les matériaux fortement absorbants comme le carbone. De plus si l'on souhaite réaliser un appareil comme le corps noir il faudra favoriser les interactions photon - paroi par la géométrie de l'appareil.
Un cas particulier, marginal au plan énergétique, est la création d'un phonon optique dans l'infra-rouge. Ce phénomène est présent dans les cristaux ioniques dont le chlorure de sodium est l'archétype.

### Liquides et verres

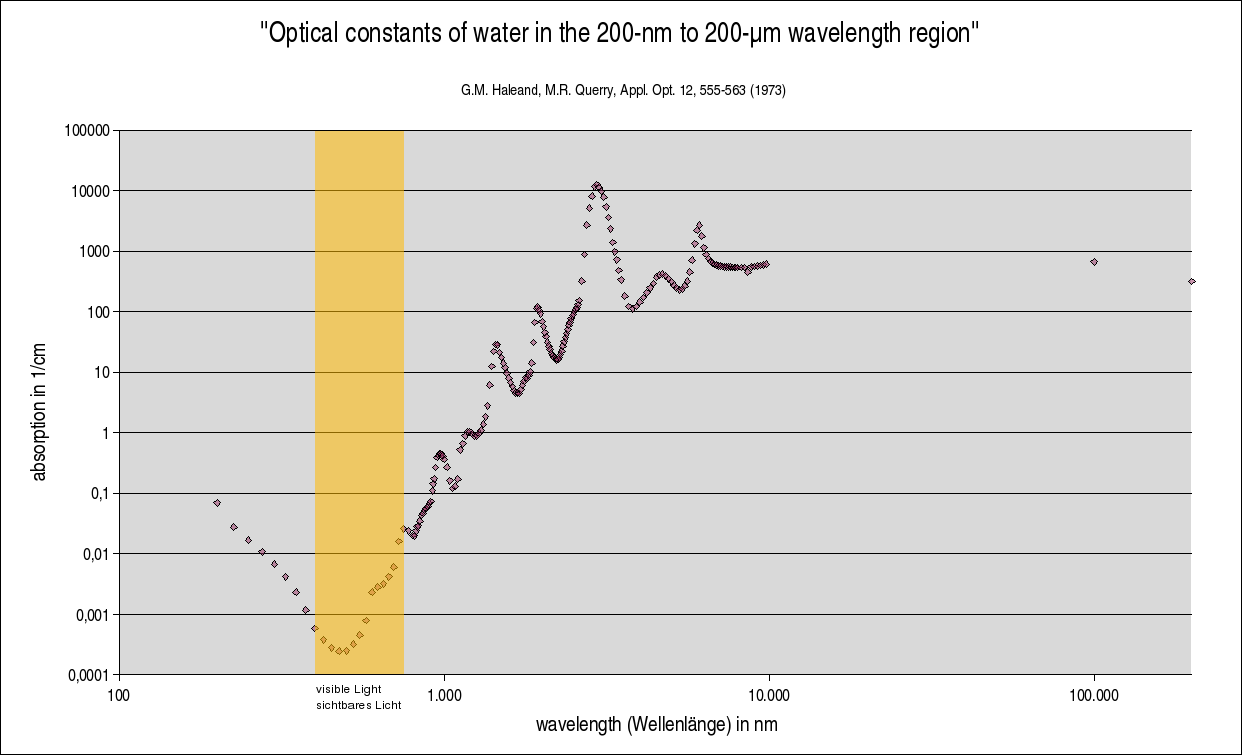
Coefficient d'absorption de l'eau montrant les bandes d'absorption vibrationnelles.

Les liquides et les verres n'ont pas de structure ordonnée et donc pas d'électrons libres. Ils sont en cela proches des gaz. Par exemple, l'absorption du rayonnement électromagnétique par l'eau est liée aux transitions électroniques dans l'ultraviolet (UV) et aux transitions rotation-vibration dans l'infrarouge (IR). Certains matériaux moléculaires comme les résines ont des propriétés analogues. Le graphite possède également cette propriété puisqu'en plus de sa structure cristalline plane il possède des liaisons faibles entre plans.
Le libre parcours moyen élevé des photons n'interdit pas l'obtention de l'équilibre thermodynamique pour les milieux de grande dimension, par exemple l'océan à une profondeur supérieure à la centaine de mètres. Ceci est d'autant plus vrai que, compte tenu de la température, le spectre est centré dans l'IR qui est plus particulièrement absorbé par l'eau.

## Exemples

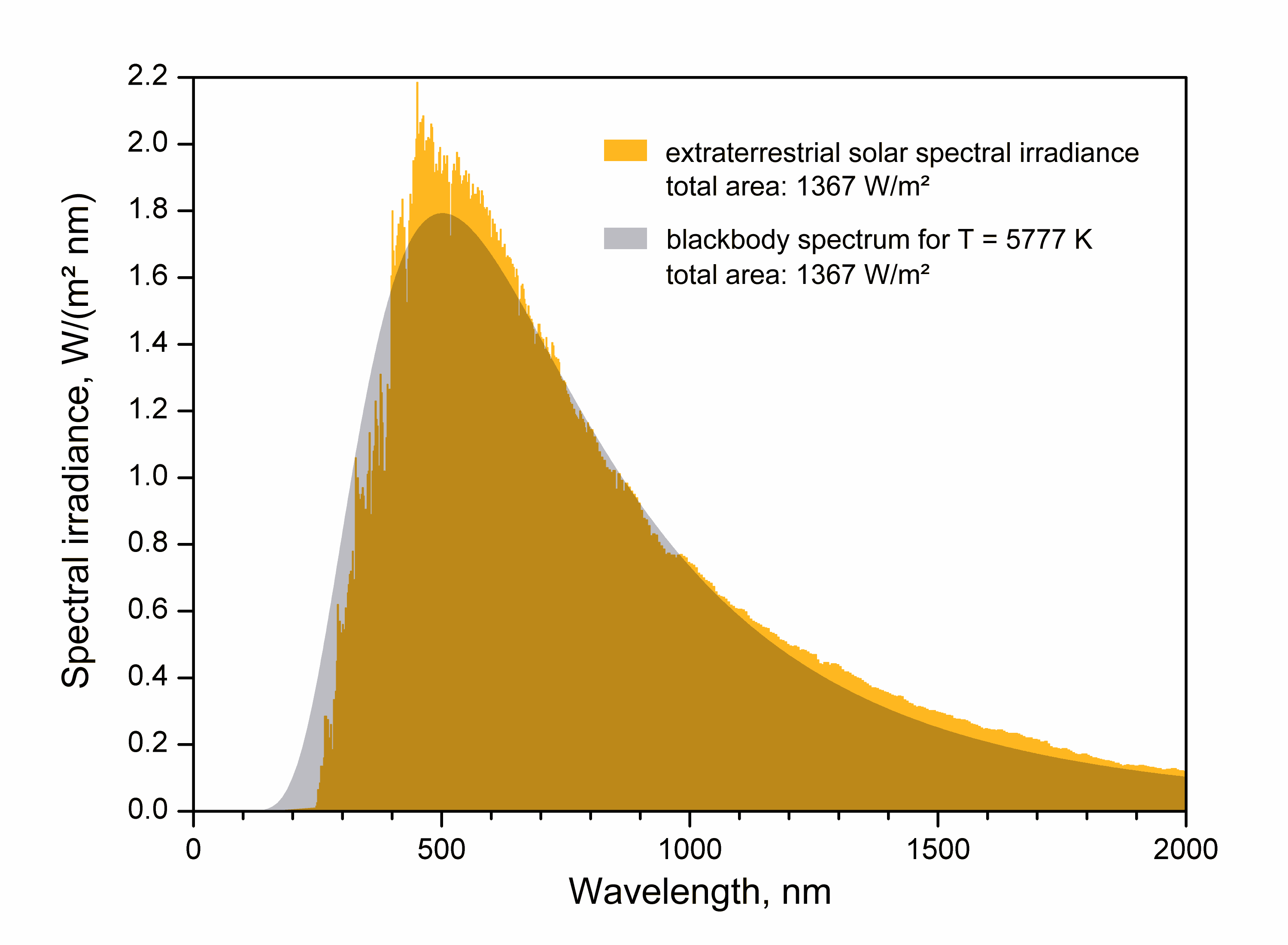
Spectre solaire. Comparaison avec le spectre du corps noir.

Tous les matériaux à toutes températures émettent un rayonnement. Cependant, peu de cas sont proches du corps noir. C'est par exemple le fond diffus cosmologique à 2,7 K, l'eau des océans à 300 K environ (voir ci-dessus), le Soleil à 5 800 K ou les plasmas à plusieurs millions de degrés. Mais autant les deux premiers exemples et celui du plasma sont précisément vérifiés, autant celui du soleil est approximatif. On peut le constater sur le spectre émis (voir graphe) mais aussi sur l'anisotropie de l'émission, à l'origine de l'assombrissement centre-bord.

## Applications
Le phénomène est souvent utilisé pour mesurer la quantité d'énergie émise par un corps (la luminance) ou un milieu quelconque, et estimer sa température si l'on connaît son émissivité et l'énergie éventuellement réfléchie. Quelques exemples :
- estimer les pertes énergétiques d'une habitation,
- estimer la température de surface d'un objet céleste, étoile ou corps solide, ou celle de la surface terrestre depuis l'espace[21],
- estimer la quantité d'une espèce chimique donnée dans un gaz (capteur de pollution, mesure satellitaire de l'atmosphère, mesure dans un gaz de combustion, mesure de la température d'un nuage de gaz interstellaire, etc.) à partir de régions spécifiques du spectre de celui-ci.

La difficulté de connaître la température à partir de l'énergie émise peut être illustrée en plaçant de l'eau chaude dans un cube présentant des faces différentes : le rayonnement émis par une face peinte en noir donne pratiquement la température de l'eau contenue dans le cube, une face en aluminium poli donne pratiquement la température ambiante (c'est le rayonnement réfléchi qui est alors détecté).